# أورلينغهاوزن
اورلينغهاوزن (بالألمانية: Oerlinghausen) هي بلدة ألمانية تقع في ألمانيا في ليبه. يقدر عدد سكانها بـ 16,822 نسمة حسب إحصاء سكان لعام 2013.

## جغرافيا
تقع أورلينغهاوزن جغرافيا على قمة غابة أسنينغ. اعلى نقطة في أورلينغهاوزن هي تونسبرغ والتي هي على علوا 334 متر عن سطح البحر.
تقع سهول ألمانيا على بعد 40 كيلومتر من أورلينغهاوز, هناك البعض طرق للتنزة الجميلة جداً والتي تمتد على طول سلسلة الجبال التي على بعد 80 كيلومتر.

## المدن التوأمة
مدن آغوستوسبورغ وأوستربورغ هي مدن توأمة لـاورلينغهاوزن.

## أعلام
- ماريانا فيبر
- نيكلاس لوهمان